# Lookin' Out My Back Door
Singles de Creedence Clearwater Revival
Up Around the Bend / Run Through the Jungle
(1970) Have You Ever Seen the Rain? / Hey Tonight
(1971)
Pistes de Cosmo's Factory
Ooby Dooby Run Through the Jungle
Lookin' Out My Back Door est une chanson du groupe de rock américain Creedence Clearwater Revival écrite et composée par John Fogerty. Elle sort en 45 tours en juillet 1970 avec en face B le morceau Long As I Can See the Light. Les deux titres sont présents sur l'album Cosmo's Factory.
Le single Lookin' Out My Back Door / Long As I Can See the Light obtient un succès international, se classant no 1 au Canada, en Australie, en Autriche et en Norvège. Aux États-Unis, il est 2e du Billboard Hot 100. C'est la cinquième (et la dernière) fois depuis 1969 que le groupe obtient la 2e place dans ce classement, sans jamais avoir été premier.

## Classements hebdomadaires et certifications
| Classement (1970)                      | Meilleure place |
| -------------------------------------- | --------------- |
| Allemagne (Media Control AG)           | 2               |
| Australie (ARIA)                       | 1               |
| Autriche (Ö3 Austria Top 40)           | 1               |
| Belgique (Flandre Ultratop 50 Singles) | 4               |
| Canada (RPM 100 Singles)               | 1               |
| États-Unis (Billboard Hot 100)         | 2               |
| France (IFOP)                          | 5               |
| Irlande (IRMA)                         | 15              |
| Norvège (VG-lista)                     | 1               |
| Pays-Bas (Single Top 100)              | 5               |
| Royaume-Uni (UK Singles Chart)         | 20              |
| Suisse (Schweizer Hitparade)           | 10              |

- Au Royaume-Uni, en Irlande, aux Pays-Bas et en Suisse, c'est le titre Long As I Can See the Light qui apparaît en face A.

| Pays                    | Certification | Date       | Unités certifiées |
| ----------------------- | ------------- | ---------- | ----------------- |
| États-Unis (RIAA)       | 2 × Platine   | 23/06/2025 | 2 000 000         |
| Nouvelle-Zélande (RMNZ) | Platine       | 28/09/2023 | 30 000            |

## Reprises
Lookin' Out My Back Door a été reprise par Buddy Alan, Solomon Burke, Jody Miller, le groupe Children of Bodom et adaptée en danois, en suédois ainsi qu'en français par la chanteuse Eileen en 1970 sous le titre Tout le monde est fou.